# トロロ (小惑星)
トロロ(2326 Tololo)は、小惑星帯の小惑星である。1965年8月29日にインディアナ小惑星計画によりゲーテ・リンク天文台で発見された。チリにあるセロ・トロロ汎米天文台にちなんで命名された。